# Hercostomus brevicornis
Hercostomus brevicornis är en tvåvingeart som först beskrevs av Rasmus Carl Staeger 1842.  Hercostomus brevicornis ingår i släktet Hercostomus och familjen styltflugor. Inga underarter finns listade i Catalogue of Life.